# ويليام لين باركنسون
ويليام لين باركنسون (بالإنجليزية: William Lynn Parkinson)‏ هو محامي وقاضي أمريكي، ولد في 18 سبتمبر 1902 في أتيكا في الولايات المتحدة، وتوفي في 26 أكتوبر 1959.